# La Serra de Rialb
La Serra de Rialb és un poble situat al sud del municipi de la Baronia de Rialb, al Segre Mitjà.

## Situació i descripció
Damunt Gualter, dominant la vall del Segre des de l'esquerra del pantà de Rialb, es troba el nucli de població pròpiament dit, si ve altres masos hi són disseminats. De fet, s'hi arriba per la carretera comarcal C-1412b que s'inicia a Ponts i continua cap a Folquer i després als Pallars, a set quilòmetres de Gualter, davall el Clot de l'Om i coronant un petit turó a 630 metres d'altitud. Al voltant d'aquest centre neuràlgic hi ha força terres dedicades al conreu de cereals de secà. L'ermita del poble, dedicada a Santa Maria, podia tenir origen en altra església del període romànic, però tal com es mostra actualment és una construcció d'estil clàssic rural i no conserva l'orientació que solen tenir les esglésies primitives. Altra construcció religiosa és l'ermita de Sant Antoni i del Roser que es troba al mas del Pla de l'Oliva, del segle xviii i de propietat privada.